# Magdalena Sibil·la de Schleswig-Holstein-Gottorp
Magdalena Sibil·la de Schleswig-Holstein-Gottorp (en alemany Magdalena Sibylla von Schleswig-Holstein-Gottorf) va néixer al palau de Gottorp (Alemanya) el 24 de novembre de 1631 i va morir a Güstrow el 22 de setembre de 1719. Era una noble alemanya, filla del duc Frederic III (1597-1659) i de Maria Elisabet de Saxònia.

## Matrimoni i fills
El 28 de desembre de 1654 es va casar amb Gustau Adolf de Mecklenburg-Güstrow (1633-1695), fill del duc Joan Albert II (1590-1636) i d'Elionor Maria d'Anhalt-Bernburg (1600-1657). El matrimoni va tenir onze fills: 
- Joan (1655-1660).
- Elionor (1657-1672).
- Maria (1659-1701), casada amb Adolf Frederic II de Mecklenburg-Strelitz (1658-1708).
- Magdalena (1660-1702).
- Sofia (1662-1738), casada amb Cristià Ulric I de Württemberg-Oels (1652-1704).
- Cristina (1663-1749), casada amb Lluís Cristià de Stolberg-Gedern (1652-1710).
- Carles (1664-1688), casada amb Maria Amàlia de Brandenburg-Schwedt (1670-1739).
- Hedwig Elionor (1666-1735), casada amb August de Saxònia-Merseburg-Zörbig (1655-1715).
- Lluïsa (1667-1721), casada amb Frederic IV de Dinamarca (1671-1730).
- Elisabet (1668-1738), casada amb Enric de Saxònia-Merseburg (1661-1738).
- Augusta (1674-1756).